# Escaldes
Escaldes, conosciuta anche come Les Escaldes, Las Escaldes o Escaldas, è un villaggio di Andorra, capoluogo della parrocchia di Escaldes-Engordany.

## Sport

### Calcio
La squadra principale della città è l'Inter Club d'Escaldes militante nella massima categoria calcistica in Andorra.